# Сьерра-Гранде
Сьерра-Гранде (исп. Sierra Grande) — город и муниципалитет в департаменте Сан-Антонио провинции Рио-Негро (Аргентина).

## История
Первые переселенцы из Вьедмы и Кармен-де-Патагонес занялись в этих местах разведением овец ещё в конце XIX века. Поселение Сьерра-Вьеха, позднее переименованное в Колония-Чилаверт, находилось в двух километрах от нынешнего местоположения города. 14 октября 1903 года начал действовать мировой судья, и эта дата считается датой основания города, так как с этого момента появляются письменные документы. Население быстро росло, в 1910 году здесь уже было почтовое отделение, а с 1920 — полицейский участок.
В 1944 году в местных горах были обнаружены залежи железной руды. С 1969 года компания «Hierro Patagónico Sociedad Anónima» (HI.PA.S.A.M.) заложила здесь шахты, построила гранулирующий завод и пирс, через который происходил вывоз продукции. Деятельность компании привела к развитию города в 1970-х годах и изменению экономической модели с сельскохозяйственной на индустриальную. Однако в 1990-х годах правительство Карлоса Менема закрыло компанию. Около тысячи человек оказалось без работы, что вынудило местные власти пытаться развивать в качестве основы местной экономики пляжный туризм.
Возобновление промышленного производства произошло в XXI веке, когда в восстановление добычи железной руды вложился китайский капитал. С 2010 года началась отгрузка продукции в китайские порты. Однако финансовые трудности привели к тому, что в 2017 году шахта закрылась вновь.